# Хазара (Карманинский район)
Хазара (узб. Hazara / Ҳазара) — сельский населённый пункт в Карманинском районе Навоийской области, Узбекистана. Селение расположено в 30 километрах западнее районного центра — посёлка городского типа Кармана. В Хазаре находится мечеть Деггарон, одна из самых ранних сохранившихся исламских культовых построек на территории современного Узбекистана, по последним исследованиям время постройки мечети примерно датируется XI веком, не ранее XII века нашей эры; ханака и надгробие шейха Орифа Деггарони.

## История
Пенджикентской экспедицией (1946) под руководством А. Ю. Якубовского, организованной Государственным Эрмитажем в селении были обнаружены остатки древнего городища, стены городской цитадели и нескольких небольших рибатов. Среди находок — многочисленные гончарные изделия, в том числе ритуальный сосуд из зороастрийского захоронения. Прилегающая к селению местность была известна в Средние века как один из центров гончарного производства.
Археологической экспедицией также была обнаружена уникальная мечеть Деггарон, датируемая XI веком, на сегодняшний день это одна из древнейших сохранившихся мечетей на территории современного Узбекистана.
В селении родился и жил один из выдающихся представителей суфийской школы XIV века шейх Ориф Деггарони, который считается одним из наставников Бахаутдина Накшбанди. Остаток своей жизни шейх провёл в небольшой ханаке вблизи мечети Деггарон, которая уже тогда стала местом паломничества для его последователей.
В XVII веке из кишлака Деггарон возникла крепость Хазара, остатки крепостной стены которой, частично сохранились до настоящего времени.
Современный исторический комплекс «Мавляно Ориф Деггарони» включает в себя мечеть Деггарон, краеведческий музей, надгробие шейха Орифа Деггарони. Через селение Хазара проходят туристические маршруты по Навоийской области.